# カスターニャtantan!!
カスターニャtantan!!は、よしもとクリエイティブ・エージェンシー大阪本部に所属していたお笑いコンビ。2016年結成、2019年解散。
NSC大阪校38期生。よしもと漫才劇場などの劇場には所属していなかったものの、珍しい若手の夫婦漫才ということからたびたびフィーチャーされテレビなどで取り上げられていた。
2019年4月12日をもって解散したことを自身のTwitterで発表。

## 概要
2人はNSC大阪校の同期生であり、フースーヤが同期にあたる。2015年4月、NSC大阪校入学とほぼ同時に恋人関係にあり、夫婦漫才をしたいという思いから、卒業後の2016年4月25日に結婚。
バンはNSC大阪校の説明会でたまちぇるを見かけ、恋愛感情を抱き、入学式で再会したことからコンビ結成を申し入れた。
2019年4月12日をもって、コンビ解散することを自身のTwitterで発表した。解散後、離婚をした。いずれもたまちぇるの希望だった。バンはNSC同期のまだやまだ！！とのコンビ「文明ン利器」を結成し、たまちぇるは吉本興業東京本部に移籍した。
バンはその後、「文明ン利器」を解散。2021年に元「味わいビター」の田中恭太郎とのコンビ「すっとん教」を結成し、芸名も「VAN」に改名した。たまちぇるはピン芸人として活動中。

## メンバー
バン（1991年10月15日-）ツッコミ担当
愛知県名古屋市出身。
愛知工業大学名電高等学校、静岡大学卒業、NSC大阪校38期生。
現在はお笑いコンビ『すっとん教』を組んでいる。
ポケモンカードとトレーニング、赤色が好き。
たまちぇる　（1990年7月10日-）ボケ担当
兵庫県神戸市出身。
関西大学政策創造学部卒業。NSC大阪校38期生。
身長は142cmと小柄。
吉本坂46のオーディションでは5次審査まで進出した。
10歳の時、自宅で母親と叔母が観ていた「？マジっすか！(毎日放送)」をまたまた観かけて以降baseよしもと黄金期に夢中になったのがお笑いを好きになったきっかけである。直後家庭の事情により鍵っ子になってからはさらにお笑いにのめり込み、お笑い番組を録画し放課後は録画を繰り返し見て母親の帰りを待っていた。
本人曰く「子ども時代から家で1人で過ごすのが当たり前になっていたからか、むしろ人がいると落ち着かない。家族も含め人と同じ家に暮らすのが無理。」

## エピソード
NSC大阪校在学中に出場したM-1グランプリ2015は1回戦敗退。M-1グランプリ2016は2回戦敗退。2017年は出場していなかったが2018年に再出場、2回戦敗退。
第37回ABCお笑い新人グランプリ（2016年）最終予選進出。

## 芸風
主に漫才。黄色のシャツを着用し襟元にカスタネットを付けて随所でたたくテンションの高い漫才が特徴。

## 主な出演歴

### テレビ番組
- メッセンジャーの○○は大丈夫なのか?（毎日放送、2016年7月28日）
- ウケタモンガチ！ (2016年8月4日)
- おはよう朝日土曜日です（朝日放送、2016年8月6日）
- オールザッツ漫才2016（毎日放送、2016年12月29日）
- マヨなか笑人（読売テレビ、2016年9月3日）
- あさパラ!（読売テレビ、2017年1月14日）「2017年　ブレイク芸人を探せ！」のコーナーで優勝。川合俊一とのロケにも出演。
- 吉本陸上競技会（毎日放送、2017年6月14日）たまちぇる　のみ出演
- あらびき団夏祭り2017（毎日放送、2017年7月3日）
- 本能Z（CBCテレビ、2017年8月2日）「ブレイク直前！男女コンビSP」に出演[8]。
- オールザッツ漫才2017（毎日放送、2012年12月27日）
- ザッツ・エンカ・テインメント〜ちょっと唄っていいかしら?〜（朝日放送、2018年8月15日）[9]-　漫才三昧のコーナーに出演
- 吉本坂46が売れるまでの全記録1時間SP（テレビ東京、2018年9月18日）たまちぇる　のみ出演
- カンテレ開局60周年特別番組 ハチネンマデ〜若手が企画の種から考えました（関西テレビ、2018年9月29日）

### ラジオ
- とことん全力投球!!妹尾和夫です（ABCラジオ、2016年9月6日）
- 週刊ヤングフライデー (2016年9月30日)
- 上泉雄一のええなぁ！ (MBSラジオ、2016年11月16日)

### ネット番組
- 笑い飯のアピールナイト（SHOWROOM、2018年8月28日）
- ザ・プラン9 浅越ゴエ＆ヤナギブソンの大喜利ナイト（SHOWROOM、2018年９月13日）